# Judo under sommer-OL 2016 – +100 kg (herrer)
Mændenes +100 kg i judo under sommer-OL 2016 i Rio de Janeiro fandt sted den 12. august 2016 på Carioca Arena 2. 